# Acromia punctata
Acromia punctata là một loài tò vò trong họ Ichneumonidae.